# Ctenotus vertebralis
Espèce
Ctenotus vertebralis est une espèce de sauriens de la famille des Scincidae.

## Répartition
Cette espèce est endémique du Territoire du Nord en Australie.

## Publication originale
- Rankin & Gillam, 1979 : A new lizard in the genus Ctenotus (Lacertilia: Scincidae) from the Northern Territory with notes on its biology. Records of the Australian Museum, vol. 32, no 15, p. 501-511 (texte intégral).